# SV River Plate Aruba
River Plate Aruba, más conocido como River Plate o simplemente River (nombrado previamente ASV River Plate), es un club de fútbol de la ciudad de Oranjestad barrio de Madiki, en Aruba. Fue fundado el 1 de febrero de 1953. Actualmente juegan en la  Primera División.

## Palmarés
| Competición                     | Títulos     | Subcampeonatos |
| ------------------------------- | ----------- | -------------- |
| Primera División de Aruba (2/0) | 1993, 1997. |                |
| División Uno de Aruba (2/0)     | 1960, 2007. |                |
| Copa ABC (1/0)                  | 1993.       |                |

## Estadio
- Estadio Guillermo Próspero Trinidad
- Complejo Deportivo Frans Figaroa

## Participación en competiciones de la CONCACAF
- Copa de Campeones de la Concacaf: 2 apariciones

1994 - Segunda ronda clasificatoria
1995 - Ronda Preliminar